# Material multifuncional

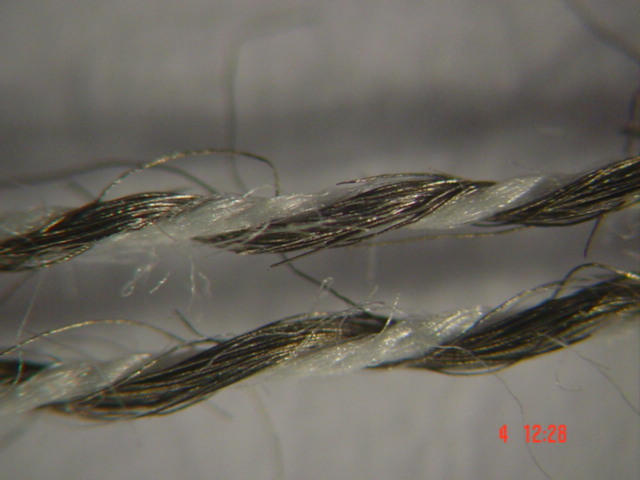
Hilo textil sintético de doble capa. Se compone de una parte conductora y una no conductora. Se puede utilizar para la construcción de textiles para blindaje electromagnético, etc

El término material multifuncional se define como una combinación de materiales que integran dos o más propiedades, de las cuales una es estructural y otra funcional. Este tipo de materiales normalmente son diseñados a partir de la combinación con otros materiales, para que presenten además de sus propiedades comunes una nueva característica, ya que en la naturaleza no se encuentran materiales con el conjunto de propiedades deseadas. El propósito del diseño de estos materiales es hacer que ambas propiedades se complementen entre sí.
Los materiales multifuncionales o  materiales inteligentes poseen atributos más allá de la básica fuerza y rigidez, que típicamente conduce la ciencia y la ingeniería en los materiales para sistemas estructurales. Los materiales estructurales pueden ser diseñados para tener integración eléctrica, magnética, óptica y posiblemente otras funcionalidades, que trabajan en sinergia, para proveer ventajas que alcanzan, más allá de la suma de las capacidades individuales, con las cuales es posible desarrollar un sinfín de aplicaciones, que van de las militares hasta las de la vida diaria.  Los materiales inteligentes, activos, o también denominados multifuncionales, son materiales capaces de responder de modo reversible y controlable ante diferentes estímulos físicos o químicos externos, modificando alguna de sus propiedades.
Por su sensibilidad y el control en la modificación de alguna de sus propiedades, dichos materiales pueden ser utilizados para el diseño y desarrollo de sensores, actuadores y productos multifuncionales, así como poder también llegar a configurar estructuras y sistemas inteligentes de aplicaciones múltiples. Las estructuras inteligentes, son aquellas que gracias a la combinación de materiales, estos son capaces de auto modificarse y autorregularse para adaptarse a las condiciones que se les ha marcado como óptimas.

## Desarrollo
No se sabe el comienzo exacto del desarrollo de este tipo de materiales, sin embargo está claro que la mezcla de componentes orgánicos e inorgánicos se llevó a cabo desde hace muchos siglos atrás. Pero el estudio formal, realizado por científicos, de este tipo de materiales comenzó a finales del siglo XX. Debido a la disponibilidad de métodos novedosos de caracterización fisicoquímica , el campo de la nanociencia abrió muchas perspectivas de enfoques a los nuevos materiales . La combinación de diferentes técnicas de análisis da lugar a nuevos conocimientos sobre materiales híbridos y deja en claro que las estrategias Bottom-Up desde el nivel molecular hacia el diseño de estructuras dará lugar a nuevas propiedades de esta clase de materiales.
Actualmente existen muchos grupos de investigación acerca de este tipo de materiales. Uno de ellos es el Proyecto FAME (ingeniería de materiales avanzados híbridos y cerámicos funcionalizados), el cual se creó con la finalidad de establecer un consorcio de expertos en investigación e industria, que reuniera conocimientos técnicos sobre materiales híbridos funcionalizados y también sobre los materiales cerámicos. FAME ha brindado apoyo activo a una serie de proyectos de investigación, de los cuales han surgido 144 publicaciones en colaboración y 2 solicitudes de patentes. FAME es financiado por fondos europeos y tiene el apoyo de diversas universidades. FAME creó el EMMI (Instituto Europeo de Materiales Multifuncionales), dotándolo de todas las bases necesarias para su funcionamiento incluyendo un comité de investigación y apoyo industrial.

## Aplicaciones[1]
Se considera que en un futuro cercano los materiales multifuncionales estarán siendo utilizados en muchos sectores de la vida cotidiana pero sobre todo en importantes áreas de estudio y de la industria, algunas de ellas y sus ejemplos son:

### Cuidado de la salud
Materiales y superficies antimicrobianos, transporte y liberación controlada de fármacos, funcionalización de materiales y superficies para biocompatibilidad, textiles, sensores, implantes biomédicos, entre otros.

### Seguridad
Productos biométricos, protección de marcas, productos contra la falsificación.

### Energía
Tecnología de membrana, pilas de combustible, baterías, generación termoeléctrica, materiales de control térmico, recolección de energía.

### Embalaje
Propiedades de barrera, textura de la superficie, liberación controlada, esterilizaciones, degradabilidad controlada, etiquetas integrados.

### Aeronáutica y transporte
Soporte de daños, autodiagnóstico, estructuras de autosanación, transformación de estructuras. 

### Industria
Textiles inteligentes, superficies resistentes a corrosión, superficies que no se ensucian, pantallas flexibles. 

### Ecología
Estructuras autosustentables, reutilizables o reciclables. 